# Taribo
Taribo ist ein Siedlungsabschnitt im südlichen Teil des pazifischen Archipels der Gilbertinseln nahe dem Äquator im Staat Kiribati.

## Geographie
Taribo liegt im Zentrum des gehobenen Atolls Arorae zwischen den Ortschaften Tamaroa und Roreti. Dort befinden sich eine Arztpraxis und das Gebäude der Inselverwaltung. Über einen Bootskanal durch das die Insel umgebende schmale Riff gibt es die Möglichkeit anzulanden.

## Klima
Das Klima ist tropisch heiß, wird jedoch von ständig wehenden Winden gemäßigt. Es ist trocken, Dürrezeiten kommen häufig vor. Ebenso wie die anderen Orte der südlichen Gilbertinseln wird Taribo gelegentlich von Zyklonen heimgesucht.